# Маринер-9
Ма́ринер-9 (англ. Mariner 9, также известный как Mariner-I) — автоматическая межпланетная станция программы НАСА «Маринер Марс 71». Космический аппарат предназначался для проведения научных исследований Марса с орбиты искусственного спутника.
Маринер-9 стал первым искусственным спутником другой планеты и впервые произвёл фотографирование поверхности Марса с разрешением в несколько сотен метров.

## Программа «Маринер Марс 71»
В конце 1968 года НАСА приняло решение запустить в 1971 году две идентичные автоматические межпланетные станции «Маринер» на орбиту вокруг Марса: Маринер-8 и Маринер-9.
Основные задачи полетов:
1. Широкомасштабные топографические и теплофизические исследования.
2. Изучение сезонных изменений атмосферы и поверхности Марса.
3. Проведение прочих долгосрочных динамических наблюдений.

Научные задачи разделены на исследование неизменных свойств поверхности и исследование изменяющихся свойств поверхности и атмосферы. Невозможно оптимальным образом выполнить научные задачи с использованием единственной орбиты искусственного спутника Марса. Поэтому было решено использовать одну АМС (Маринер-9) для исследования неизменных свойств, а другую (Маринер-8) для изучения изменяющихся свойств, причём каждую АМС предполагалось вывести на особую орбиту.
Для исследования неизменных свойств была выбрана 12-часовая орбита, синхронная с вращением Земли. Такая орбита позволяет ежедневно дважды заполнять бортовой магнитофон информацией от телекамер и передавать эту информацию на станцию слежения в Голдстоуне на протяжении 8—9 часов в течение каждых суток. Поскольку период вращения Марса составляет 24 ч 37 мин, за каждый оборот Маринера на орбите зона обзора сдвигается на 9—10 градусов по долготе. Полный оборот по долготе будет завершен через 18—20 суток. За 90 суток трасса АМС покроет значительную часть Марса между −90 и +40 градусами широты, а телевизионная система полностью завершит съемку поверхности указанного района, причём будет получено непрерывное изображение с низкой разрешающей способностью и равномерно распределенные участки с высокой разрешающей способностью. Наклонение орбиты должно находится в диапазоне от 60 до 80 градусов. Южная полярная область оказывается в пределах видимости, а зона от −90 до +40 градусов по широте может быть заснята за 90 суток.
Для изучения изменяющихся свойств была выбрана орбита с периодом обращения 32,8 часа, равным 4/3 периода вращения Марса. Такая орбита позволяет многократно наблюдать один и тот же участок поверхности между 0 и −30 градусами широты при одинаковых условиях освещения и обзора. Такой период обеспечивает последовательный обзор поверхности Марса со сдвигом на 120 градусов по долготе. Таким образом осуществляются многократные измерения изменяющихся параметров для трёх заданных долгот. Кроме того, большая высота на некоторых участках орбиты позволяет обозревать и фотографировать почти всю планету на одном кадре широкоугольной телекамеры. Наклонение орбиты — примерно 50 градусов — обеспечивает обзор участка поверхности от 0 до −30 градусов по широте при каждом прохождении апоцентра. Высота апоцентра позволяет наблюдать южную полярную область.
Научные исследования:
1. Телевизионные исследования с применением доработанной телевизионной системы космических аппаратов Маринер-69 (Маринер-6 и Маринер-7).
2. Инфракрасные радиометрические исследования с применением инфракрасного радиометра, использованного на Маринер-69.
3. Инфракрасные спектроскопические исследования с использованием модифицированного инфракрасного спектрометра первоначально разработанного для метеорологического спутника Нимбус.
4. Ультрафиолетовые спектроскопические исследования с применением усовершенствованного ультрафиолетового спектрометра космических аппаратов Маринер-69.
5. Исследование затмений Марсом радиосигналов Маринеров в S-диапазоне.
6. Исследования в области небесной механики, аналогичные проведённым на космических аппаратах Маринер-69[1].

## Цели полёта
Маринер-9 был предназначен для продолжения изучения Марса, начатого станцией Маринер-4, продолженного станциями Маринер-6 и Маринер-7, и был способен произвести картографирование более 70 % марсианской поверхности c меньшего расстояния (1500 километров) и с более высоким разрешением (от 1 км на пиксел до 100 м на пиксел), чем любой предыдущий космический аппарат. Чтобы найти возможные очаги вулканической активности, в состав научного оборудования станции включён инфракрасный радиометр.
Также в программе исследований было запланировано изучение двух естественных спутников Марса — Фобоса и Деймоса.
Предполагалось, что продолжительность исследований с помощью двух искусственных спутников Марса (Маринер-8 и -9) составит как минимум 90 суток. Планировалось исследовать примерно 70 % поверхности планеты, собрать данные о химическом составе, плотности, давлении и температуре атмосферы, а также информация о составе, температуре и рельефе поверхности.

## Описание аппарата

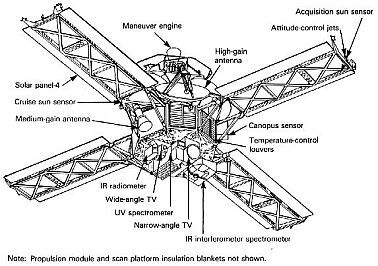
Схема Маринера-9

Корпус космического аппарата имеет форму восьмигранника, изготовлен из алюминия, магния и стеклопластика. Корпус негерметичный. Четыре панели солнечных батарей вырабатывали около 800 Вт электроэнергии на околоземной орбите и 500 Вт вблизи Марса. Электроэнергия накапливалась в никель-кадмиевых аккумуляторных батареях (20 А·ч). Космический аппарат ориентировался по трём осям с точностью до 0,25 градусов при помощи 12 маневровых двигателей на сжатом газе.
Двигательная установка проектировалась как единый блок. В состав блока входили ракетный двигатель, топливные баки, баллоны для сжатого газа, трубопроводы, арматура и силовая конструкция для крепления двигателя и трубопроводов. Ракетный двигатель имел тягу 1335 ньютонов.
Камера сгорания двигателя изготовлена из бериллия, сопло из кобальтового сплава. Масса двигателя 7,2 кг. В качестве компонентов топлива использовались азотный тетраоксид и монометилгидразин. Все манёвры космического аппарата выполнялись с помощью этой единственной двигательной установки, продолжительность работы которой могла изменяться. Для перехода Маринера-9 с пролётной траектории на орбиту искусственного спутника Марса требуется очень большое изменение скорости (продолжительность работы двигателя 860 секунд), а для коррекций требуются небольшие и очень точные импульсы (продолжительность работы двигателя 4—13 секунд). Программой полета предусматривались две коррекции траектории перелета к Марсу, переход на орбиту искусственного спутника и не менее двух коррекций орбиты спутника Марса.
Научные приборы размещены на двухосной сканирующей платформе. Платформа направляет приборы на заданные участки поверхности Марса.
На сканирующей платформе находились инфракрасный и ультрафиолетовый спектрометры, инфракрасный радиометр, а также две телекамеры (высокого и низкого разрешения).
Масса межпланетной станции при запуске составляла 997,9 кг. Около 438 кг приходилось на топливо, необходимое для коррекций траектории полета к Марсу, выхода на орбиту искусственного спутника и коррекций этой орбиты. Таким образом, масса аппарата на орбите искусственного спутника Марса составила около 560 кг. Из них 63,1 кг приходилось на научные приборы.
Конструктивно Маринер-9 идентичен Маринеру-8, который был потерян при аварийном запуске.

## Ход полёта

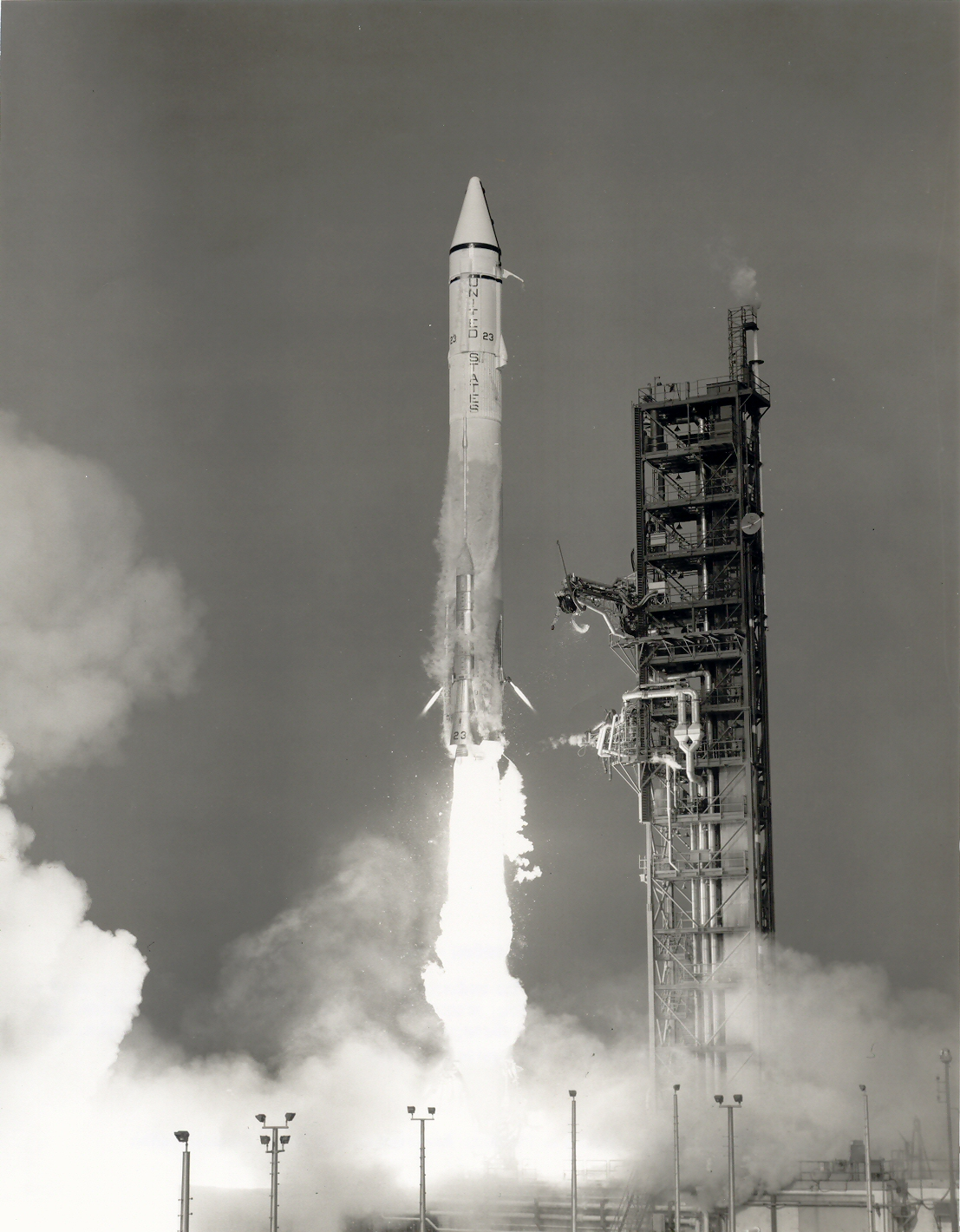
Запуск АМС Маринер-9

Маринер-9 был запущен 30 мая 1971 года 22:23:00 UTC с космодрома на мысе Канаверал ракетой-носителем Атлас D c разгонным блоком Центавр.
5 июня 1971 года была проведена коррекция траектории полёта.
22 сентября 1971 года в земле Ноя — светлой области в южном полушарии — началась мощная пылевая буря. К 29 сентября она охватила двести градусов по долготе от Авзонии до Тавмасии, а 30 сентября закрыла южную полярную шапку. Эта пылевая буря затрудняла исследования поверхности Марса со спутников Маринер-9, Марс-2 и Марс-3. Только около 10 января 1972 года пылевая буря прекратилась, Марс принял обычный вид, а Маринер-9 стал отправлять на Землю чёткие снимки его поверхности.
14 ноября 1971 года в 00:18 UTС был включен двигатель для торможения автоматической межпланетной станции. Двигатель проработал
915,6 секунд, уменьшил скорость АМС на 1600 м/с, и Маринер-9 вышел на орбиту искусственного спутника Марса с параметрами 1398 × 17916 км, наклонением 64,3° и периодом обращения 12 часов 34 минуты 1 секунда.
16 ноября 1971 года была проведена первая коррекция орбиты. Коррекция проводилась для изменения периода обращения, чтобы АМС проходила периапсис, когда станция слежения Голдстоун находился в зените. После коррекции период обращения составил 11 часов 58 минут 14 секунд, периапсис — 1387 км.
30 декабря 1971 года была проведена вторая коррекция орбиты. После второй коррекции орбиты период обращения составил 11 часов 59 минут 28 секунд, периапсис — 1650 км. Периапсис был увеличен, чтобы обеспечить картографирование 70 % поверхности путём получения перекрывающихся снимков в течение остающегося времени, когда расстояние до Земли таково, что возможна передача данных с высокой скоростью.
11 февраля 1972 года НАСА сообщило, что Маринер-9 выполнил программу полёта.
Маринер-9 был выключен 27 октября 1972 года после израсходования запасов сжатого газа для системы ориентации. Маринер-9 продолжает оставаться заброшенным искусственным спутником Марса. Ожидается, что он войдет в атмосферу планеты не ранее 2022 года, после чего сгорит в атмосфере или разобьётся о поверхность.

## Научные результаты

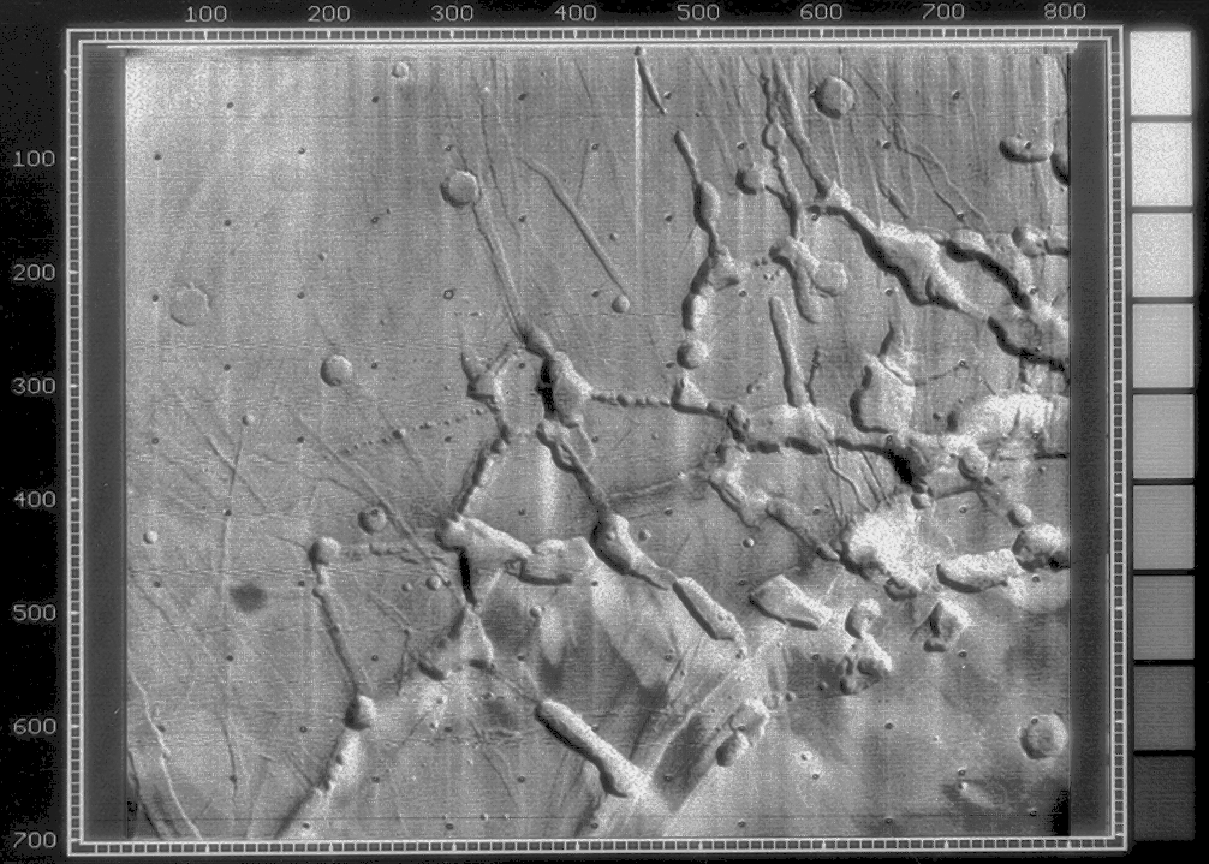
Лабиринт Ночи — геологическое образование на западном конце долин Маринера. Фотография сделана АМС Маринер-9

Когда Маринер-9 вышел на орбиту спутника Марса, поверхность планеты была затянута плотной пеленой пылевой бури. Съёмка поверхности с целью картографирования была отложена. Появилась возможность уделить больше времени съёмкам спутников Марса, Фобоса и Деймоса. В ноябре и декабре 1971 года было получено около 40 снимков (впоследствии ещё примерно 70). Картографирование поверхности Марса началось в середине января 1972 года.
За 349 дней работы на околомарсианской орбите космический аппарат передал в общей сложности 7329 снимков, покрыв около 85 % поверхности планеты с разрешением от 1 до 2 км (2 % поверхности сфотографированы с разрешением от 100 до 300 метров). На снимках видны русла высохших рек, кратеры, огромные вулканические образования (такие как вулкан Олимп — крупнейший из вулканов, обнаруженных в Солнечной системе), каньоны (включая долины Маринера — гигантскую систему каньонов длиной свыше 4000 километров, названную в честь научных достижений станции Маринер-9), признаки ветровой и водной эрозии и смещения пластов, погодные фронты, туман и ещё много интересных подробностей.
Маринер-9 успешно выполнил исследование неизменных свойств поверхности — теплофизические измерения и картографирование.
С помощью инфракрасного спектрометра найдены несколько областей, где давление у поверхности превосходит 6,1 миллибар. В этих областях может существовать жидкая вода. Кроме сильно пониженной области Hellas, обнаружены протяженные районы в области Argyre, на западе Margarites Sinus и в области Isidas Regio, где давление также превышает 6,1 миллибар во время южного лета.
Кроме того, он выполнил исследование 27 участков поверхности с деталями, которые изменяются с течением времени (сезонные изменения).
Такие исследования — фактически часть научной программы утерянного Маринера-8.
Данные, полученные Маринером-9, стали основой для планирования будущих полётов АМС к Красной планете. Снимки поверхности Марса наряду с результатами радиоастрономических исследований были использованы при выборе мест посадки спускаемых аппаратов автоматических межпланетных станций Викинг-1 и Викинг-2. Выбор мест посадки завершился в июне — июле 1976 года, когда были учтены снимки с орбитального аппарата Викинга-1.